# آتوود، ویکتوریا
آتوود (به انگلیسی: Attwood) یک حومه شهر در استرالیا است که در ویکتوریا (استرالیا) واقع شده‌است.